# Gare de Grammont
La gare de Grammont (en néerlandais station Geraardsbergen) est une gare ferroviaire belge de la ligne 90, de Denderleeuw à Jurbise, située à proximité du centre de la ville de Grammont, dans la province de Flandre-Orientale en Région flamande.
Elle est mise en service en 1855 par la Compagnie du chemin de fer de Dendre-et-Waes et de Bruxelles vers Gand par Alost qui confie son exploitation à l'administration des chemins de fer de l’État belge. C'est une gare de la Société nationale des chemins de fer belges (SNCB) desservie par des trains Suburbains (S), Omnibus (L) et Heure de pointe (P).

## Situation ferroviaire
Établie à 25 mètres d'altitude, la gare de Grammont est située au point kilométrique. (PK) 21,400 de la ligne 90, de Denderleeuw à Jurbise, entre les gares de Schendelbeke et d'Acren. C'est une gare de bifurcation, aboutissement de la ligne 122, de Y Melle à Grammont et origine de la ligne 123, de Grammont à Enghien.

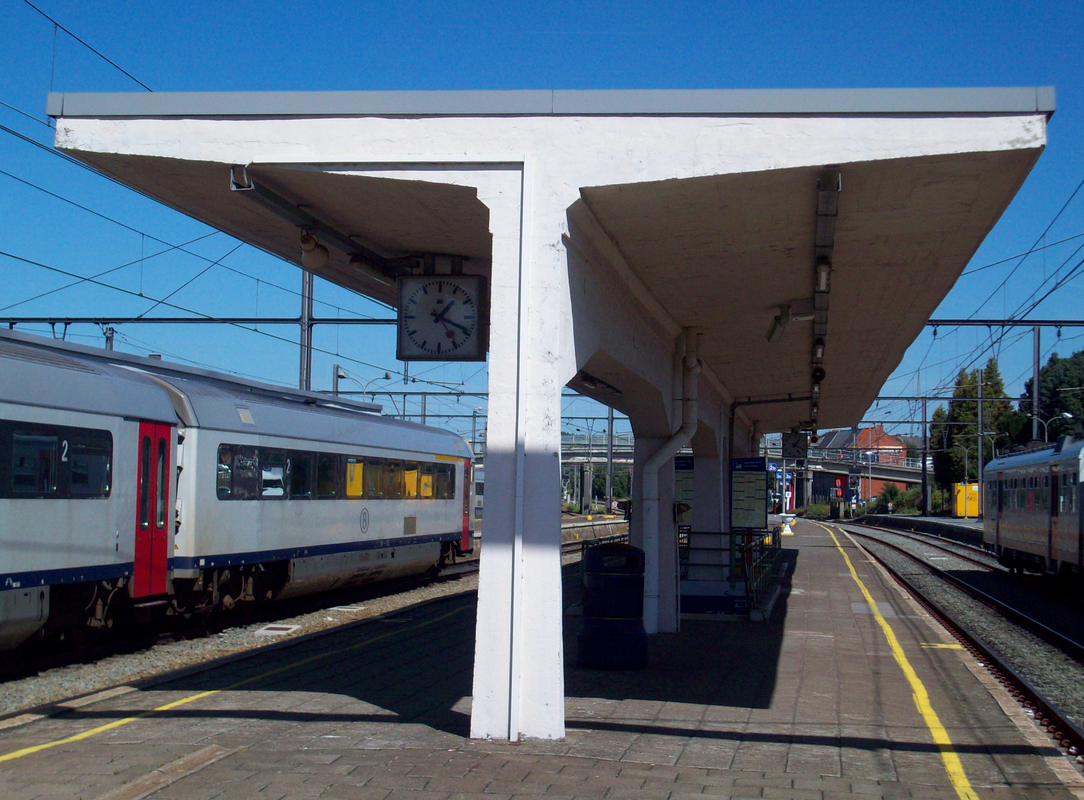
Intérieur de la gare.

## Histoire
La station de Grammont est mise en service le 9 avril 1855 par l'administration des chemins de fer de l'État-Belge lorsqu'elle ouvre à l'exploitation (service voyageurs) la section de Grammont à Ath suivant la convention signée avec la Compagnie du chemin de fer de Dendre-et-Waes et de Bruxelles vers Gand par Alost concessionnaire.
Elle dispose d'un bâtiment construit à partir des plans de l'architecte Jean-Pierre Cluysenaar.
Ce bâtiment, détruit, a été remplacé en 1940 par celui qui est utilisé à l’heure actuelle.

## Service des voyageurs

### Accueil
Gare SNCB, elle dispose d'un bâtiment voyageurs, avec guichets, ouvert tous les jours.
Un souterrain permet la traversée des voies et le passage d'un quai à l'autre.

### Desserte
Grammont est desservie par des trains Suburbains (S), Omnibus (L) et Heure de pointe (P) de la SNCB, qui effectuent des missions sur les lignes commerciales : 90 (Denderleeuw - Mons), 122 (Gand - Grammont) et 123 (Enghien - Grammont) (voir brochures SNCB des lignes 90, 122 et 123,).
Elle est une des gares de la ligne S6 du RER bruxellois et accueille également une partie des trains de la ligne S5 du RER bruxellois (huit trains par jour, les autres ayant leur terminus à Hal ou Enghien). Elle est également le terminus du la ligne S52 du RER gantois.
Il n’existe aucun InterCity desservant Grammont, cependant, toutes les grandes villes voisines sont accessibles au moyen des trains omnibus qui desservent Grammont et quelques-uns des trains d’heure de pointe réalisent une desserte rapide sans s’arrêter à toutes les gares intermédiaires.

#### Trains réguliers (en semaine)
En semaine, la desserte comprend trois services cadencée à l’heure dans chaque sens : des trains S52 entre Gand-Saint-Pierre et Grammont (via la ligne 122) ; des trains S6 entre Alost et Schaerbeek via Denderleeuw, Hal et Enghien ; des trains L entre Mouscron et Grammont.

#### Trains d’heure de pointe
En outre, il existe de très nombreux trains supplémentaires en heure de pointe qui viennent se greffer sur la desserte régulière :
- des trains S5 entre Grammont et Malines via Enghien, Hal, la ligne 26 et le tunnel Schuman-Josaphat (trois vers et deux dans l’autre sens Malines le matin, trois autres de Malines à Grammont l’après-midi) ;
- un train S6 supplémentaire entre Grammont et Schaerbeek (le matin, retour l’après-midi) ;
- un train S6 supplémentaire entre Grammont et Bruxelles-Nord qui continue ensuite vers Ottignies comme train S8 (le matin, retour l’après-midi) ;
- des trains P rapides (un seul arrêt intermédiaire) entre Grammont et Denderleeuw (trois le matin, deux dans l’autre sens l’après-midi) ;
- des trains P ou S6 supplémentaires entre Grammont et Denderleeuw (cinq le matin, quatre dans l’autre sens l’après-midi) ;
- un train S6 supplémentaire entre Denderleeuw et Grammont (le matin, retour l’après-midi) ;
- un train P entre Grammont et Denderleeuw (vers midi) ;
- des trains P entre Grammont et Ath (trois le matin, deux dans l’autre sens l’après-midi) ;
- deux trains P entre Ath et Grammont (un le matin, le second en fin de soirée) ;
- un unique train P entre Grammont et Audenarde via Gand-Saint-Pierre (le matin, retour l’après-midi) ;
- un unique train P entre Grammont et Zottegem via Gand-Saint-Pierre (le matin, retour l’après-midi) ;
- deux trains P entre Renaix et Grammont via Gand-Saint-Pierre (le matin, retour l’après-midi) ;
- trois trains P entre Grammont et Gand-Saint-Pierre via Zottegem (le matin, retour l’après-midi) ;
- des trains P entre Grammont et Gand-Saint-Pierre via Denderleeuw (trois le matin, deux dans l’autre sens l’après-midi).

#### Week-ends et jours fériés
Tout comme en semaine, la desserte comprend trois dessertes cadencées à l’heure dans chaque sens sur les mêmes lignes, en revanche, il n’existe aucun train supplémentaire en heure de pointe.
Il existe : des trains S52 entre Gand-Saint-Pierre et Grammont (via la ligne 122) ; des trains S6 entre Denderleeuw et Schaerbeek via Hal et Enghien ; des trains L entre Quévy, Mons et Grammont.

### Intermodalité
Un parc pour les vélos y est aménagé. Le stationnement des véhicules est possible de chaque côté des voies.

## Comptage voyageurs
Ce graphique et tableau montre le nombre de voyageurs embarquant en moyenne durant la semaine, le samedi et le dimanche.
| Nombre de passagers qui embarquent à la gare de Grammont | Nombre de passagers qui embarquent à la gare de Grammont | Nombre de passagers qui embarquent à la gare de Grammont | Nombre de passagers qui embarquent à la gare de Grammont |
|                                                          | Semaine                                                  | Samedi                                                   | Dimanche                                                 |
| -------------------------------------------------------- | -------------------------------------------------------- | -------------------------------------------------------- | -------------------------------------------------------- |
| 1977                                                     | 5 977                                                    | 624                                                      | 467                                                      |
| 1978                                                     | 3 226                                                    | 434                                                      | 368                                                      |
| 1979                                                     | 3 208                                                    | 492                                                      | 385                                                      |
| 1980                                                     | 3 197                                                    | 444                                                      | 405                                                      |
| 1981                                                     | 2 900                                                    | 412                                                      | 566                                                      |
| 1982                                                     | 3 073                                                    | 403                                                      | 449                                                      |
| 1983                                                     | 2 993                                                    | 455                                                      | 401                                                      |
| 1984                                                     | 2 985                                                    | 502                                                      | 434                                                      |
| 1985                                                     | 2 879                                                    | 503                                                      | 541                                                      |
| 1986                                                     | 3 281                                                    | 670                                                      | 594                                                      |
| 1987                                                     | 3 889                                                    | 512                                                      | 524                                                      |
| 1988                                                     | 3 536                                                    | 841                                                      | 996                                                      |
| 1989                                                     | 3 306                                                    | 731                                                      | 722                                                      |
| 1990                                                     | 3 222                                                    | 675                                                      | 742                                                      |
| 1991                                                     | 3 321                                                    | 630                                                      | 707                                                      |
| 1992                                                     | 367                                                      | 650                                                      | 663                                                      |
| 1993                                                     | 3 236                                                    | 747                                                      | 589                                                      |
| 1994                                                     | 3 907                                                    | 768                                                      | 826                                                      |
| 1995                                                     | 3 668                                                    | 618                                                      | 532                                                      |
| 1996                                                     | 3 636                                                    | 710                                                      | 556                                                      |
| 1997                                                     | 3 763                                                    | 735                                                      | 716                                                      |
| 1998                                                     | 4 002                                                    | 846                                                      | 608                                                      |
| 1999                                                     | 2 274                                                    | 502                                                      | 416                                                      |
| 2000                                                     | 2 403                                                    | 559                                                      | 472                                                      |
| 2001                                                     | 2 583                                                    | 418                                                      | 444                                                      |
| 2002                                                     | 2 971                                                    | 477                                                      | 370                                                      |
| 2003                                                     | 2 888                                                    | 618                                                      | 482                                                      |
| 2004                                                     | 3 077                                                    | 628                                                      | 478                                                      |
| 2005                                                     | 3 238                                                    | 690                                                      | 548                                                      |
| 2006                                                     | 2 857                                                    | 717                                                      | 528                                                      |
| 2007                                                     | 4 462                                                    | 639                                                      | 446                                                      |
| 2008                                                     | -                                                        | -                                                        | -                                                        |
| 2009                                                     | 3 974                                                    | 649                                                      | 578                                                      |
| 2010                                                     | -                                                        | -                                                        | -                                                        |
| 2011                                                     | -                                                        | -                                                        | -                                                        |
| 2012                                                     | 3 308                                                    | 683                                                      | 702                                                      |
| 2013                                                     | 3 348                                                    | 658                                                      | 628                                                      |
| 2014                                                     | 3 295                                                    | 485                                                      | 477                                                      |
| 2015                                                     | 2 913                                                    | 653                                                      | 542                                                      |
| 2016                                                     | 2 767                                                    | 764                                                      | 675                                                      |
| 2017                                                     | 2 858                                                    | 748                                                      | 720                                                      |
| 2018                                                     | 2 931                                                    | 854                                                      | 800                                                      |
| 2019                                                     | 2 656                                                    | 857                                                      | 711                                                      |
| 2020                                                     | 2 093                                                    | 627                                                      | 581                                                      |
| 2021                                                     | -                                                        | -                                                        | -                                                        |
| 2022                                                     | 2 980                                                    | 777                                                      | 741                                                      |
| 2023                                                     | 2 928                                                    | 1 110                                                    | 1 016                                                    |
| 2024                                                     | 2 847                                                    | 959                                                      | 927                                                      |

## Service des marchandises
La gare dispose de l'infrastructure et du personnel permettant la réception de trains de marchandises.